# Aedes ventrovittis
Aedes ventrovittis är en tvåvingeart som beskrevs av Dyar 1916. Aedes ventrovittis ingår i släktet Aedes och familjen stickmyggor. Inga underarter finns listade i Catalogue of Life.